# Holopogon
Holopogon é um género botânico pertencente à família das orquídeas (Orchidaceae).

## Espécies
- Holopogon gaudissartii, (Hand.-Mazz.) S.C.Chen
- Holopogon smithianus, (Schltr.) S.C.Chen